# مارك روكا
مارك روكا جونكيه (بالإسبانية: Marc Roca Junqué) (مواليد 26 نوفمبر 1996 ب‍لا غرنادا في إسبانيا - ) هو لاعب كرة قدم إسباني يلعب حاليًا مع نادي ليدز يونايتد الإنجليزي في مركز الوسط الدفاعي.

## روابط خارجية
- مارك روكا على موقع الاتحاد الأوربي (الإنجليزية)
- مارك روكا على موقع إي إس بي إن إف سي (الإنجليزية)
- مارك روكا على موقع قاعدة بيانات كرة القدم.إي يو (الإنجليزية)
- مارك روكا على موقع ليكيب (الفرنسية)
- مارك روكا على موقع Soccerbase.com (لاعب) (الإنجليزية)
- مارك روكا على موقع Soccerway.com (الإنجليزية)
- مارك روكا على موقع عالم كرة القدم.نت (الإنجليزية)
- مارك روكا على موقع كووورة
- مارك روكا على موقع AS.com (الإسبانية)